# Золотое кольцо (автодорога)
Р-132 «Золотое кольцо» — кольцевая автомобильная дорога федерального значения Ярославль — Кострома — Иваново — Владимир — Гусь-Хрустальный — Рязань — Михайлов — Тула — Калуга — Вязьма — Ржев — Тверь — Углич — Ярославль с обходами городов Калуги (от автодороги М-3 «Украина») и Михайлова, подъездом к усадьбе «Миловка», западным и восточным соединениями с автодорогой М-7 «Волга» во Владимире. Самая длинная кольцевая дорога России.
На всём протяжении имеет асфальтовое покрытие. На большей части трассы двухполосное движение. Длина 1514,9 километров. 

## История
Изначально автомобильная дорога Р-132 проходила по маршруту Калуга — Тула — Михайлов — Рязань.
9 апреля 2020 года постановлением Правительства России № 465 «О внесении изменений в перечень автомобильных дорог общего пользования федерального значения» в федеральную собственность было передано более 994 км региональных трасс, проходящих по территории 11 субъектов Российской Федерации, которые вошли в состав трассы Р-132. Общая протяженность трассы, которая получила название туристического маршрута «Золотое кольцо», составила 1514,9 километров.

## Маршрут
| Ярославская область |
| Костромская область |

| Костромская область |
| Ивановская область  |

| Ивановская область   |
| Владимирская область |

| Владимирская область |
| Рязанская область    |

| Рязанская область |
| Тульская область  |

| Тульская область  |
| Калужская область |

| Калужская область  |
| Смоленская область |

| Смоленская область |
| Тверская область   |

| Тверская область    |
| Ярославская область |

## Строительство. Реконструкция
«Росавтодор» на конец 2020 года рассматривал проект строительства платной скоростной автодороги «Золотое кольцо» как на основе имеющейся сети дорог, так и также включавший новое строительство. Предполагалось, что это будет дорога первой технической категории со скоростью движения 110 км/ч. Сроки строительства новой трассы и объемы финансирования окончательно не были определены.
Расширение, реконструкция участков автотрассы:
- В ноябре 2022 года участок дороги в Ивановской области со 182 км по 190 км был расширен до 4 полос. Также была обновлена дорожная инфраструктура[4];
- В конце 2023 года началось строительство на 34-км участке дороги между Владимиром и Суздалём (с 244-го по 277-й км). Планируется расширить дорогу до 4 полос. Работы выполняются перед празднованием 1000-летия Суздаля[5].

### Проблемные места
| Место     | Участок в КМ | Суть проблемы:                        |
| --------- | ------------ | ------------------------------------- |
| Ярославль | 0-11         | Трасса проходит через город           |
| Иваново   | 163 — 179    | Отсутствует объезд вокруг города      |
| Владимир  | 305-330      | Очень длинный объезд вокруг Владимира |
| Тума      | 450-460      | Нет объезда вокруг посёлка            |
| Рязань    | 550-570      | Дорога частично проходит через город  |
| Тула      | 740-760      | Дорога проходит через город           |
| Зубцов    | 1150-1160    | Дорога проходит через город           |
| Старица   | 1204-1209    | Дорога проходит через город           |
| Тверь     | 1251-1263    | Дорога проходит через город           |

## Фотогалерея

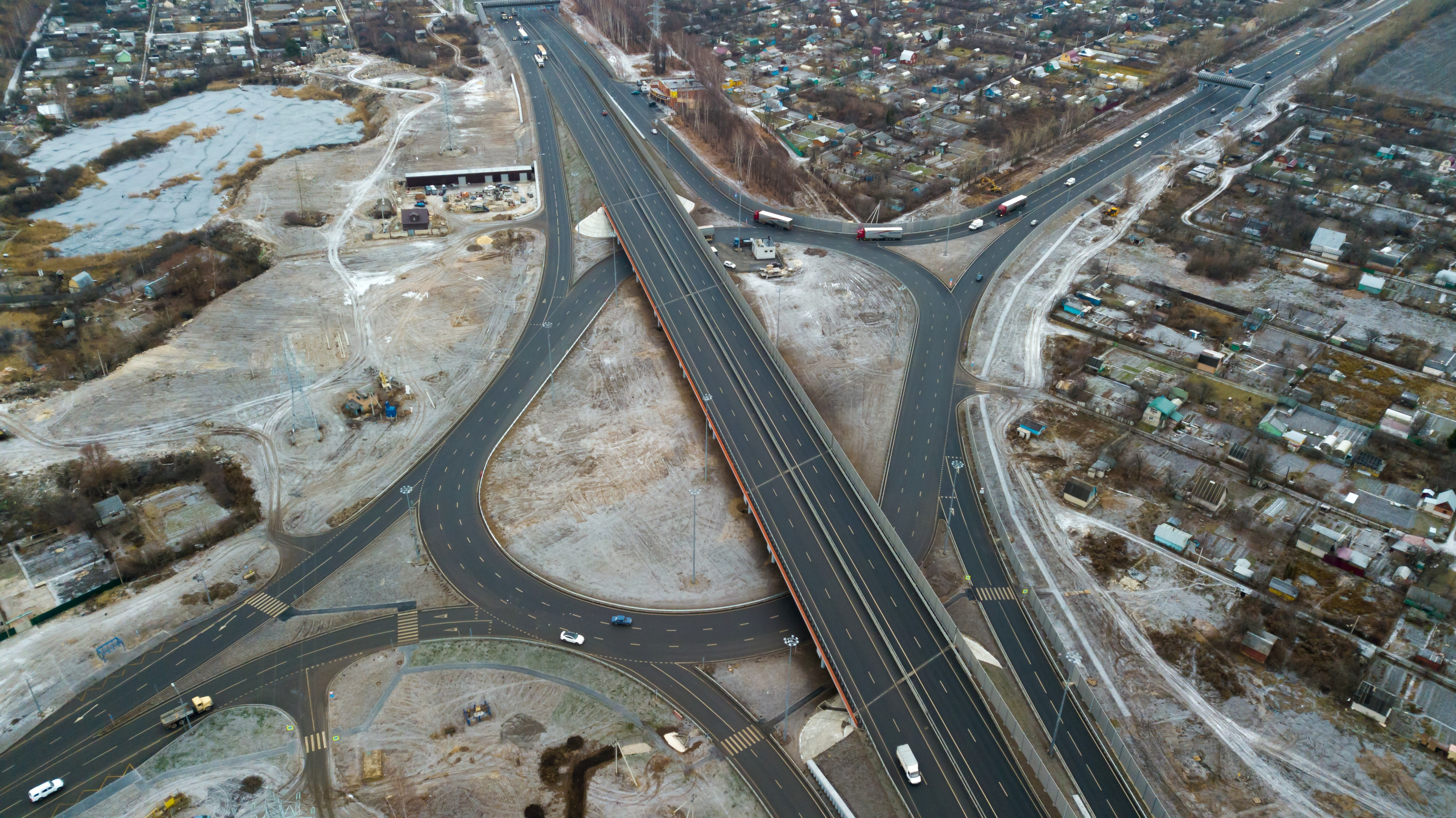
Бессветофорная транспортная развязка на пересечении федеральных автодорог М-5 «Урал» и Р-132 в Рязанской области, открытая в ноябре 2018 года
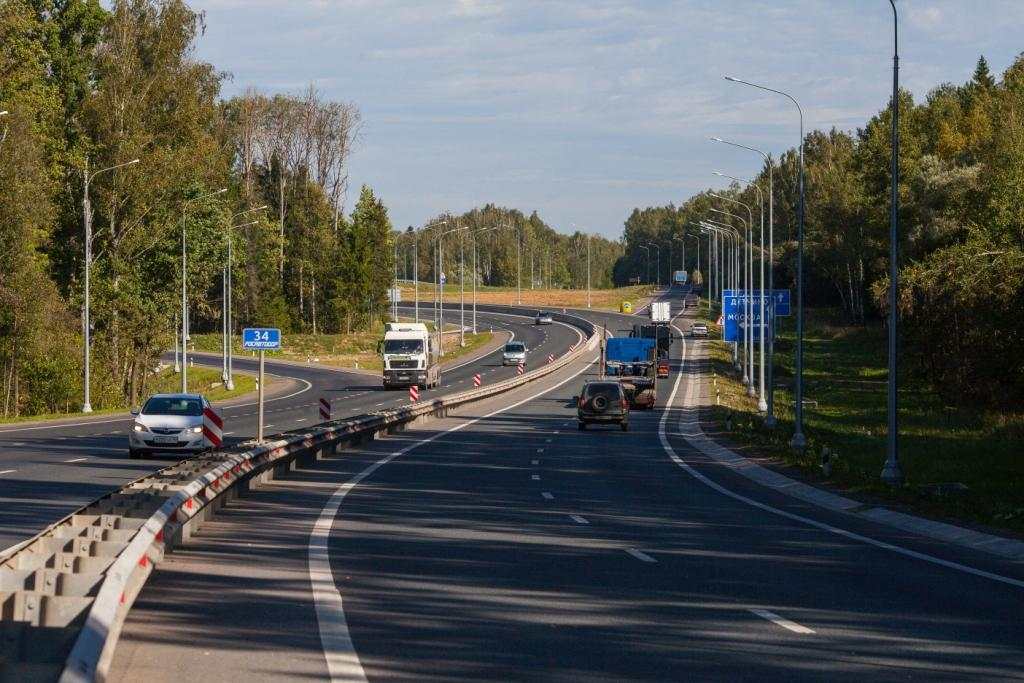
Обход города Калуга от М-3 «Украина» в составе автодороги Р-132 с развязкой на село Детчино
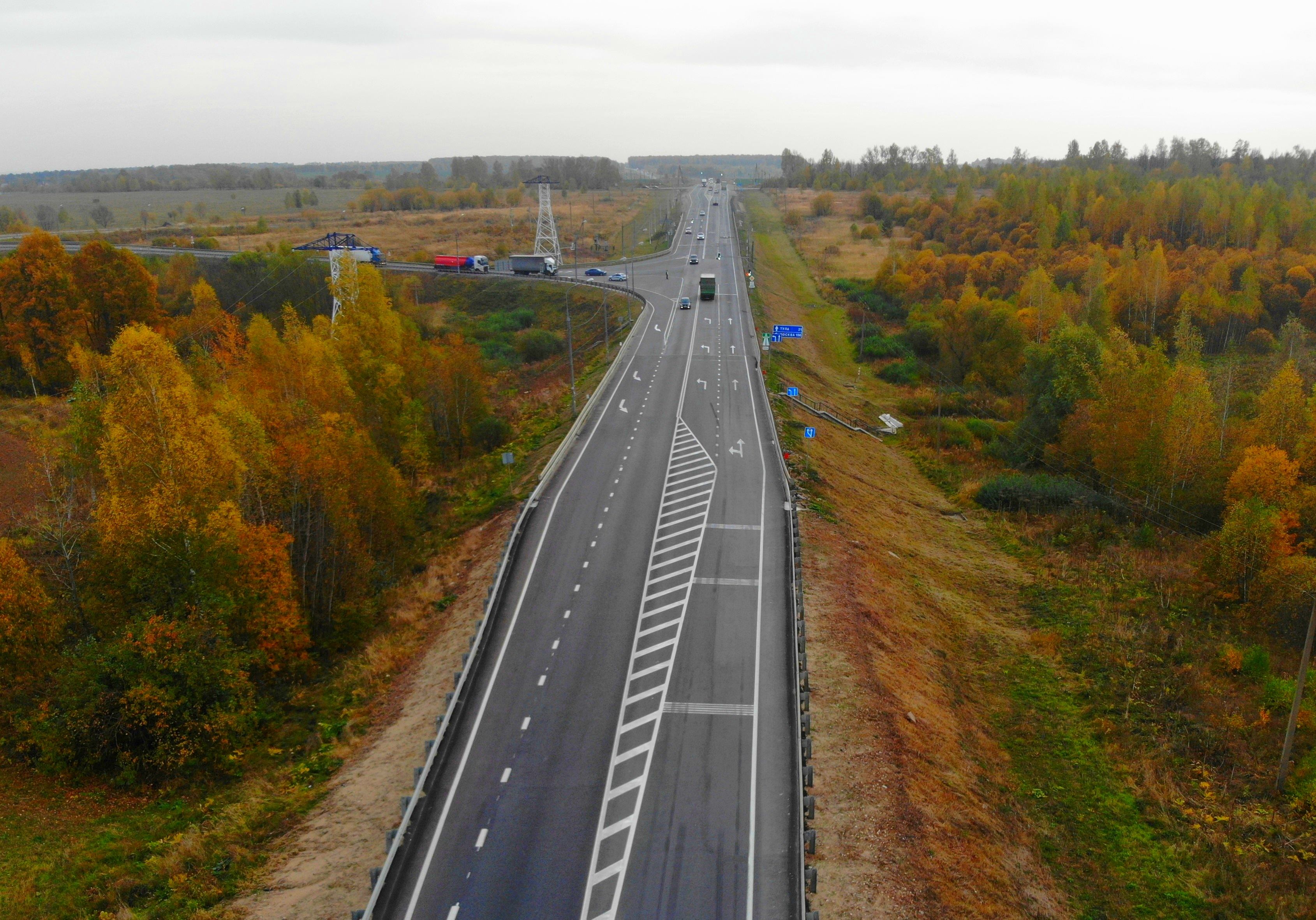
82-й километр трассы Р-132 «Золотое кольцо» в Тульской области
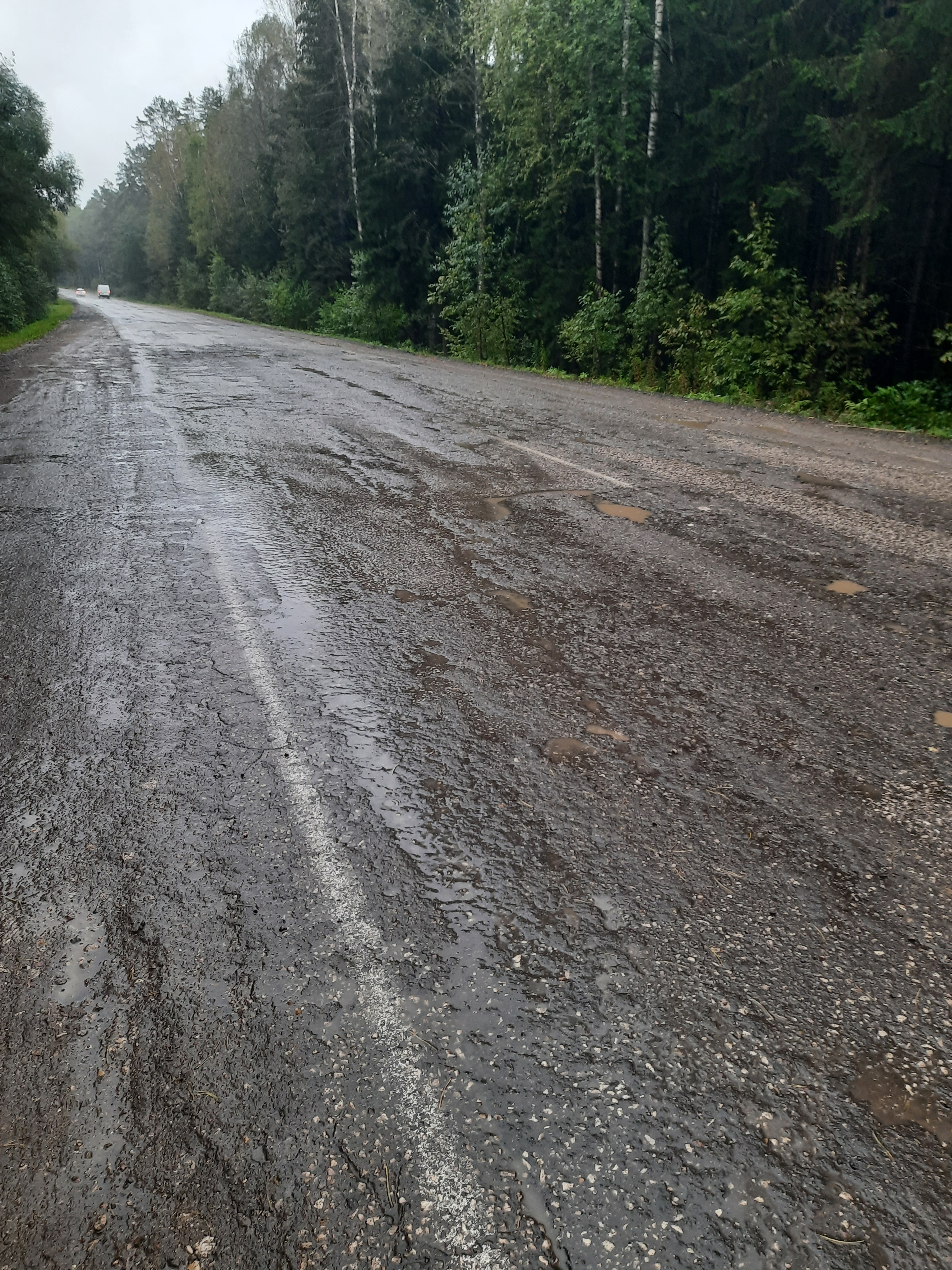
Состояние автодороги на границе Смоленской и Калужской области на осень 2021 года